# سبيرو سباتس (رجل أعمال)
سبيرو سباتس (1885 - 8 مايو 1950) هو رجل أعمال يوناني-مصري، ومؤسس شركة سبيرو سباتس للمشروبات الغازية في مصر.

## حياته ونشاته
ولد في اليونان سنة 1885 وجاء الي مصر وهو في الخمسة عشر من عمره، وتزوج وانجب أربع أطفال، منهم من سافر  إلي اليونان ومنهم من استقر مع أبيه، قام ببناء المصنع فوق بيته في شارع الخور من شارع عماد الدين وسط القاهرة.

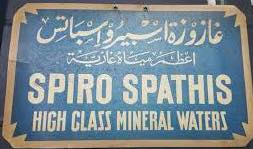
علامة سبيرو سباثيس القديمة

## مسيرته
بدا الخواجه سبيرو سباتس العمل بمصنعه سنة 1920 بعد ما كان هو و اخوه ف مصنع عمهم الخواجه « نيكول سباتس » سنة 1909 كان انتاجهم أول ازازة كازوزه ف مصر و هى ليمونادا سباتس
و كان سبيرو سباتس بيتميز بروح المغامره و التصميم على النجاح كان صعب جداً منافسة شركات زى »بسكال، سيتى و بلو كروس و لكن مع الذكاء و روح المنافسه اعتمد »سباتس ان تكون منتاجاته من الكازوزه الطبيعيه،
و غزت منتاجات مصنع سبيرو سباتس الاسواق المصريه كان بيشتغل بالمصنع حوالى 150 عامل و بيملك 20 عربيه لتوزيع المنتجات ف كل مصر من الإسكندريه لاسوان و مستخدمين فوقتها كمان السكك الحديديه لتوصيل المنتجات للمناطق البعيدة زى »كوم امبو« ف جنوب مصر و غيره.
كان وقتها هو المشروب الرسمى لكل فئات الشعب المصرى كان المشروب المفضل عند كتير من المشاهير.
و اشتهر منتج سبيروسباتس برمز »الذبابة« و كان يقصد النحله و اللى استمرت لوقتنا. لانه كان بيشتل بالزراعه و مناحل العسل ف جزيرة »كيفالونيا« ف اليونان و اللى اشتهرت بإنتاجها لاجود انواع عسل النحل ف العالم.

## جوائز
سنة 1941 حصل علي ميدالية ملك مصر فاروق الأول في المعرض النوعي الثاني للصناعات على المركز الأول كأفضل منتج ف مجال المشروبات الغازية، متفوق على أكثر من 56 مصنع لصناعة المشروبات.

## تعاقد توريد احتياجات القصر الملكي
كانت الصناعات الوطنية تقابل بتشجيع حكومى متواصل, كان القصر الملكى بيعتمد عليها ف اروقته من صودا سيدر و ليمون سباتس حسب تعاقد توريد احتياجات القصر الملكى

## وفاته
اتوفى الخواجه سبيرو سباتس ف 8 مايو 1950 و اتدفن ف مدافن مصر القديمه بكنيسة مارجرجس، استكمل ولده ايليا سبيرو سباتس مشوار والده ف صناعة المشروبات الغازية و فضل يطور بسها لحد وفاته ف سنة 1960 و ف سنة 1960 رجعت مدام افتخهيا البنت الاصغر لسبيرو سباتس اللى اتولدت سنة 1928 بعد استكمال دراستها بسويسرا لادارة المصنع بعد وفاة اخوها و استكملت مسيرة والدها وأخوها ف تطوير منتجات سباتس لحد تم التنازل عن الشركة والعلامة التجاريه لصالح شركة سابسا للمياه الغازية في سنة 1998.

## بيع الشركة
اتاسست شركه سابسا للمياه الغازيه ف سنة 1970 (شركة ميمكو للمشروبات و الاغذيه حاليا) لصاحبها طلعت وسمير عطوان، يقع مقرها بمحافظة السويس بعدها نقل المصنع في منطقة عين شمس بعد حرب أكتوبر سنة 1973.
كان اشهر منتجاتها: ريو سابسا، اسبسيال، ليف يورا، بعدين انضم الى مجموعه منتجات الشركة المشروب الغازي سبيرو سباتس.
ظل التطوير بالشركة وإضافة نكهات أخري حتي وفاة الشقيقين سنة 2009، حتي قام الأبناء مينا يوسف مرقس سنة 2019 إلى تطوير الشركة وإطلاقها بشكلها الحديث، وذاع صيتها خلال طوفان الأقصي، بسبب مقاطعة المنتجات الأجنبية.